# Fladså kommun
Fladså kommun var en kommun i f.d. Storstrøms amt i Danmark. Kommunen hade 7 553 invånare (2004) och en yta på 132,5 km². Mogenstrup var centralort. Sedan 2007 ingår Fladså kommun i Næstveds kommun.